# Everett McGill
Everett McGill (nascut com Charles Everett McGill III, el 21 d'octubre de 1945) és un actor nord-americà, més conegut per interpretar paples secundaris en pel·lícules com a Llicència per Matar, Silver Bullet, The People Under the Stairs, Heartbreak Ridge, Dune, Yankis, Alerta màxima 2 i My Fellow Americans.

## Biografia
McGill va néixer com Charles Everett McGill III a Miami Beach, Florida. Es va graduar en el Rosedale High School a Kansas City, Kansas, en 1963.

### Cinema
McGill té una filmografia relativament curta, però ha adquirit fama per aparèixer en pel·lícules com Brubaker protagonitzada per Robert Redford. Amb seguidors de culte, incloent-hi un paper com Chad Richards en la telenovel·la Guiding Light 1975 i 1976. Després d'aconseguir l'atenció del públic el 1981 pel seu paper com el rude cap home de les cavernes Naoh en La recerca del foc, McGill va aparèixer en Silver Bullet, una pel·lícula d'homes llop (1985) inspirada en un conte de Stephen King; l'èpica de batalla de la Guerra de Corea Filed of Honor i la pel·lícula de guerra de Clint Eastwood Heartbreak Ridge el 1986; i en la pel·lícula de 1989 de la franquícia de James Bond, Llicència per Matar. El 1988, McGill va interpretar al protagonista en Iguana dirigida per Monte Hellman. Més tard el 1996, va actuar a la pel·lícula My Fellow Americans protagonitzada pels dos coprotagonistes ja morts James Garner i Jack Lemmon.

### Treball amb David Lynch
L'actor és més àmpliament reconegut pel seu treball amb el director David Lynch. McGill primer va treballar amb Lynch en l'adaptació de 1984 de Duna de Frank Herbert, en el qual interpreta al cap de Fremen Stilgar. McGill més tard va aparèixer com Ed Hurley en la sèrie de televisió Twin Peaks. McGill també va aparèixer en la pel·lícula de 1999 de Lynch The Straight Story.

### Filmografia
- Ianquis (Yankis) (1979)
- Union City (1980)
- Brubaker (1980)
- La recerca del foc (La Guerre du feu) (1981)
- Dune(1984)
- Silver Bullet (1985)
- Field of Honor (1986)
- El sergent de ferro (Heartbreak Ridge) (1986)
- Iguana (1988)
- Llicència per matar (1989)
- Jezebel's Kiss (1990)
- The People Under the Stairs (1991)
- Alerta màxima 2 (Under Siege 2: Dark Territory) (1995)
- My Fellow Americans (1996)
- Jekyll Island (1998)
- Una història de debò (The Straight Story) (1999)